# 山内之豊
山内 之豊（やまうち ゆきとよ、寛永14年1月7日（1637年2月1日） - 元禄4年4月29日（1691年5月26日））は、江戸幕府旗本。麻布山内家2代。土佐藩主山内忠義の五男。母は忠義側室の照應院。幼名は梅之助。通称は源左衛門、式部。初め安豊と名乗る。兄に山内忠義、山内忠豊、山内一安。妻・松壽院は岡崎不説の娘。子に豊則、豊房、愛（大森頼隆室）、伊与（石河貞名室）、豊清（養子、山内豊明の子）、岩（根来正国室）。
兄の一安が万治3年（1660年）25歳で早世したため、その家督を継ぎ寄合に列する。元禄4年（1691年）に没し、養子の豊清が家督を継ぐ。戒名は本源院心翁道徹居士。墓所は東京都港区の曹渓寺。